# Kmeth Dániel
Kmeth Dániel (Breznóbánya, Zólyom vármegye, 1783. január 15. – Kassa, 1825. június 20.) matematikus, csillagász, bölcseleti doktor, piarista áldozópap és akadémiai tanár.

## Élete
1799. november 1-jén lépett a rendbe; a próbaév után 1802-4-ben a grammatikai osztályban Korponán, 1805-ben Kőszegen tanított; 1806-1807-ben a bölcseletet Vácon hallgatta s Pesten bölcseleti doktor lett. A teológiát 1808-1809-ben Nyitrán végezte; 1810-ben Vácon tanár volt és azon évben elöljárói Budára küldték az asztronómia tanulására. 1812-ben a magyar királyi helytartótanács kinevezte a budai csillagvizsgáló igazgatója, Pasquich János mellé segédnek. 1818-ban a budai királyi várlak tornyából a csillagvizsgáló-intézettel együtt átköltözött a szent Gellért-hegyre. Midőn a gellérthegyi obszervatórium első évkönyvét 1821-ben kiadta s ezen művét főnöke kedvezőtlenül bírálta meg, Kmeth külön röpiratban élesen válaszolt.
Pasquichnak az 1821-es üstökösről az akkor keletkezett Astronomische Nachrichten c. folyóiratban megjelent értekezését koholt észlelésekből szerkesztettnek nyilvánította. Először egy az Astronomische Nachrichten szerkesztőjéhez címzett levélben emelte ezt a vádat és midőn az visszautasította, a Tudományos Gyűjteményben és a genovai Correspondence astronomique-ben tette közzé. Kmeth azonban ezen támadással rosszul járt, minthogy az akkor élő legelső csillagászok Pasquich védelmére keltek: Gauss, Olbers, Bessel és Encke az Astronomische Nachrichten VI. kötetében Ehrenrettung Pasquish's cím alatt Kmethet rágalmazónak és tudatlannak bélyegezték. Ily körülmények közt állása a csillagvizsgáló intézetben tarthatatlanná vált és 1823-ban a kassai akadémiához a matematika tanárának helyezték át; egyszersmind az akadémia hitszónoka s a hittan tanára volt.
Cikkei a Gemeinnützige Blätterben (1816, 45-48. sz. Meteorologische Merkwürdigkeiten des Jahres 1816); a Tudom. Gyűjteményben (1817. VI., IX. A csillagvizsgálat szerzeménye Budán, 1823, VI. Az üstökös csillagok vizsgálatának új módjáról); az Erneuerte vaterländische Blätterben (Wien, 1819. Das alte und neue astronomische Institut zu Ofen)

## Művei
- Ode seren. caes.-reg. haered. Hungariae, et Bohemiae principi archiduci Austriae ac regni Hungariae palatino Josepho, dum primam observationem astronomicam instituens conditam sub praesidio suo in monte S. Gerardi speculam inaugurabat 14. Kal. Novembr. 1815. Budae
- Clarissimo Dno Antonio Kiáltossy in reg. archi-gymnasio Budensi grammatices professori, dum e carissima sua conjuge Anna Fröhlich masculam prolem susciperet. Devovit amicus. Uo. 1820
- Observationes astronomicae distantiarum a vertice, et adscensionem rectarum stellarum quarundam inerrantium solis item et planetarum, quas in specula Budensi montis Blocksberg et instituit et in calculum revocavit. Uo. 1821
- Astronomische Beobachtungen der Zenith-distanzen u. geraden Aufsteigungen der Fixsterne ... Uo. 1823
- Astronomia popularis in eorum usum, qui sine graviore calculo hac scientia delectantur secundum probatissimos auctores in modum historiae adornata, cum tabula figurarum. Uo. 1823
- Bemerkungen über den zwölften Brief Pasquich's an Hesperus. Ofen den 1. február 1823. Hely n.